# Șaua de argint
Șaua de argint (titlul original: în italiană Sella d'argento) este un film western italian, realizat în 1978 de regizorul Lucio Fulci, protagoniști fiind actorii Giuliano Gemma, Sven Valsecchi, Ettore Manni și Gianni De Luigi. 

## Distribuție
- Giuliano Gemma – Roy Blood
- Sven Valsecchi – Thomas Barrett fiul
- Ettore Manni – Thomas Barrett tatăl
- Gianni De Luigi – Turner
- Cinzia Monreale – Margaret Barrett
- Licinia Lentini – Sheba
- Aldo Sambrell – Garrincha
- Philippe Hersent – șeriful
- Donald O'Brien – Luke Fletcher
- Sergio Leonardi – Butch barmanul
- Karine Verlier (sub Karine Stampfli) – Peggy
- Agnes Kalpagos – o prostituată
- Maria Tinelli – o prostituată
- Geoffrey Lewis – Serpent

## Melodii din film
- Silver Saddle muzica și textul de Franco Bixio, Fabio Frizzi și Vince Tempera, interpretată de Ken Tobias
- Two Hearts muzica și textul de Franco Bixio, Fabio Frizzi and Vince Tempera, interpretată de Ken Tobias[1]